# Михаил Клечеров
Михаил Клечеров е български състезател по биатлон, участник на зимните олимпийски игри във Ванкувър през 2010 г. и в Сочи през 2014 г.
Клечеров е роден на 3 декември 1982 г. в Банско и започва кариерата си на биатлонист през 1999 г.  От 2006 до 2009 г. участва в международни състезания за младежи. Дебютира за Световната купа по биатлон през сезон 2009/10. Най-доброто му класиране в стартове за Световната купа е 13-о място на масовия старт в Антхолц-Антерселва през 2011/12. Редовен участник на световни първенства по биатлон след 2003 г. Най-доброто му индивидуално класиране на световните първенства е 27-о място в спринта в Руполдинг през 2012 г. Участва във всички стартове без масовия старт на Олимпиадата във Ванкувър през 2010 г., както и в индивидуалния старт, спринта и щафетата на Олимпиадата в Сочи през 2014 г. 

## Участия на зимни олимпийски игри
| Олимпийски игри            | Място     | Държава    | дисциплина   | класиране |
| -------------------------- | --------- | ---------- | ------------ | --------- |
| Зимни олимпийски игри 2010 | Ванкувър  | Канада     | индивидуално | 63        |
| Зимни олимпийски игри 2010 | Ванкувър  | Канада     | спринт       | 59        |
| Зимни олимпийски игри 2010 | Ванкувър  | Канада     | преследване  | 44        |
| Зимни олимпийски игри 2014 | Сочи      | Русия      | спринт       | 70        |
| Зимни олимпийски игри 2014 | Сочи      | Русия      | индивидуално | 75        |
| Зимни олимпийски игри 2018 | Пьонгчанг | Южна Корея | спринт       | —         |
| Зимни олимпийски игри 2018 | Пьонгчанг | Южна Корея | индивидуално | —         |